# Typosyllis maryae
Typosyllis maryae är en ringmaskart som först beskrevs av San Martin 1992.  Typosyllis maryae ingår i släktet Typosyllis och familjen Syllidae. Inga underarter finns listade i Catalogue of Life.